# 乔希·雷迪克
喬希·雷迪克（Josh Reddick，1987年2月19日—）是美國職棒大聯盟的外野手，目前在澳洲職棒效力於伯斯熱火。他在2006年的選秀大會上被紅襪隊在17輪選中。
在小聯盟度過兩個多賽季後，雷迪克於2009年7月31日被叫上大聯盟，並在當晚完成了大聯盟的處女秀，他在第九局代打羅科·巴爾德里。雷迪克在之後的一場比賽擊出他在大聯盟的第一支安打。8月2日，雷迪克從巴爾的摩金鶯的投手布萊·恩巴斯（Brian Bass）手中敲出了職業生涯首支全壘打，這是自1969年比利·科尼利亞羅（Billy Conigliaro）之後第一位在大聯盟前三場比賽就擊出全壘打的紅襪隊外野手。
8月5日雷迪克被下放至小聯盟，但一天后他又回到了大聯盟，取代受傷的羅科·巴爾德里的位置。

## 外部鏈接
- 球員資訊和成績在MLB，Baseball-Reference，The Baseball Cube，Baseball-Reference (Minors)（英文）